# Wehretalbrücke Reichensachsen
Die Wehretalbrücke ist eine etwa 669 Meter lange Autobahnbrücke im Zuge der Bundesautobahn 44 (BAB 44) zwischen Reichensachsen und Oetmannshausen, beides Ortsteile der Gemeinde Wehretal, im nordhessischen Werra-Meißner-Kreis. Sie ist Teil des Verkehrsprojekts Deutsche Einheit Nr. 15 (Autobahnverbindung Kassel – Eisenach), wurde von 2016 bis 2020 im Zuge der geplanten Verlängerung der BAB 44 von Kassel nach Eisenach erbaut und ist zusammen mit dem Teilstück zwischen Waldkappel und Sontra-West am 9. Dezember 2024 für den Verkehr freigegeben worden.

## Geographie
Die zweistegige Plattenbalkenbrücke überquert südlich von Eschwege das Tal der Wehre, die Bahnstrecke Göttingen–Bebra, die Bundesstraßen B 27 und B 452 sowie einen Radwanderweg und drei Wirtschaftswege. Sie befindet sich zwischen dem in Südwest-Nordost-Richtung verlaufenden Tunnel Trimberg im Westen und dem in Nord-Süd-Richtung verlaufenden Tunnel Spitzenberg im Osten und beschreibt eine langgestreckte Kurve, um die BAB 44 hier nahezu in Spitzkehre von einem Tunnel in den anderen zu führen.
Gleichzeitig wird am Ostportal des Trimberg-Tunnels und am westlichen Ende der Brücke die Teilanschlussstelle Nr. 80 auf die B 27 von und nach Eschwege gebaut. Dort wird eine Auf- und Abfahrt auf die A 44 nur aus bzw. in Richtung Norden auf die B 27 ermöglicht, während ein Auf- und Abfahren aus Richtung Süden nicht möglich sein wird.

## Bau und technische Daten
Bauherr ist die Deutsche Einheit Fernstraßenplanungs- und -bau GmbH (DEGES). Der Bauentwurf stammt von Kinkel + Partner aus Dreieich; die Bauausführung liegt bei der Ed. Züblin AG.
Die Brücke, mit integraler Pfeileranbindung und integriertem Rampenbauwerk, ist mit zwei getrennten, jeweils 16,55 m breiten Überbauten ausgelegt, für jede Richtungsfahrbahn eine, und verläuft in langgestrecktem Bogen von Westen nach Süden über das Tal. Die beiden Überbauten wurden abschnittsweise auf Lehrgerüsten in Ortbeton über 14 Pfeilerpaare bzw. 15 Felder hergestellt. Die Stützweiten der Felder sind 30,0 m + 2 × 43,00 m + 55,10 m + 67,50 m + 56,00 m + 8 × 43,00 m + 30,00 m. Pfeiler und Widerlager sind aus Stahlbeton, die Fahrbahntafeln aus Spannbeton. Die beiden Fahrbahnen sind wegen ihrer Kurvenlage und aus Gründen des Wasserablaufs um bis zu drei Prozent nach Süden geneigt. Baulich sind die Brücke und die beiden Tunnel auf Tempo 80 ausgelegt.
Die an die Brücke anschließende Rampe der Abfahrt von der Nordfahrbahn in Richtung Eschwege hat eine Länge von 154 m und steht auf vier Pfeilern; die Stützweite der Felder beträgt 23,00 m, 26,00 m, 30,00 m, 30,00 m und 45,00 m.